# Orden Libanesa Maronita
La Orden Libanesa Maronita (oficialmente en latín: Ordo libanensis maronitarum), también conocida como Orden de los Antonianos Libaneses Maronitas, es una orden religiosa católica de vida apostólica de rito maronita y de derecho pontificio, cuyos orígenes se remontan a los primeros monjes maronitas. El instituto como tal nace en 1695. A los religiosos de este instituto se les conoce como antonianos libaneses maronitas o también como baladitas. Sus miembros posponen a sus nombres O.L.M.

## Historia
La Orden Libanesa Maronita hunde sus raíces en el antiguo monacato maronita, del cual se constituye como una reforma y nace el 10 de noviembre de 1695, como Orden religiosa. Esto le da el título de la orden más antigua de la Iglesia maronita. El día considerado como el de la fundación, conmemora la vestición del hábito de los primeros monjes, tres jóvenes procedentes de Alepo (Siria). El patriarca Stefano Douayhy apoyó la fundación que se estableció en el monasterio de Mart Moura de Ehden (Líbano).
En sus orígenes el instituto se llamaba Orden Alepina Libanesa Antoniana Maronita. La regla de vida fue aprobada por el papa Clemente XII el 31 de marzo de 1732. Diferencias sobre la administración de los bienes y sobre el gobierno centralizado de la Orden, llevó a una división en 1770, de donde surgieron los Alepinos, con el nombre de Orden Maronita Mariamita. A partir de entonces a los de la Orden Libanesa Maronita, fueron conocidos también con el nombre de baladitas. En 1955 el papa Pío XII declaró a la orden como no monástica.

## Organización

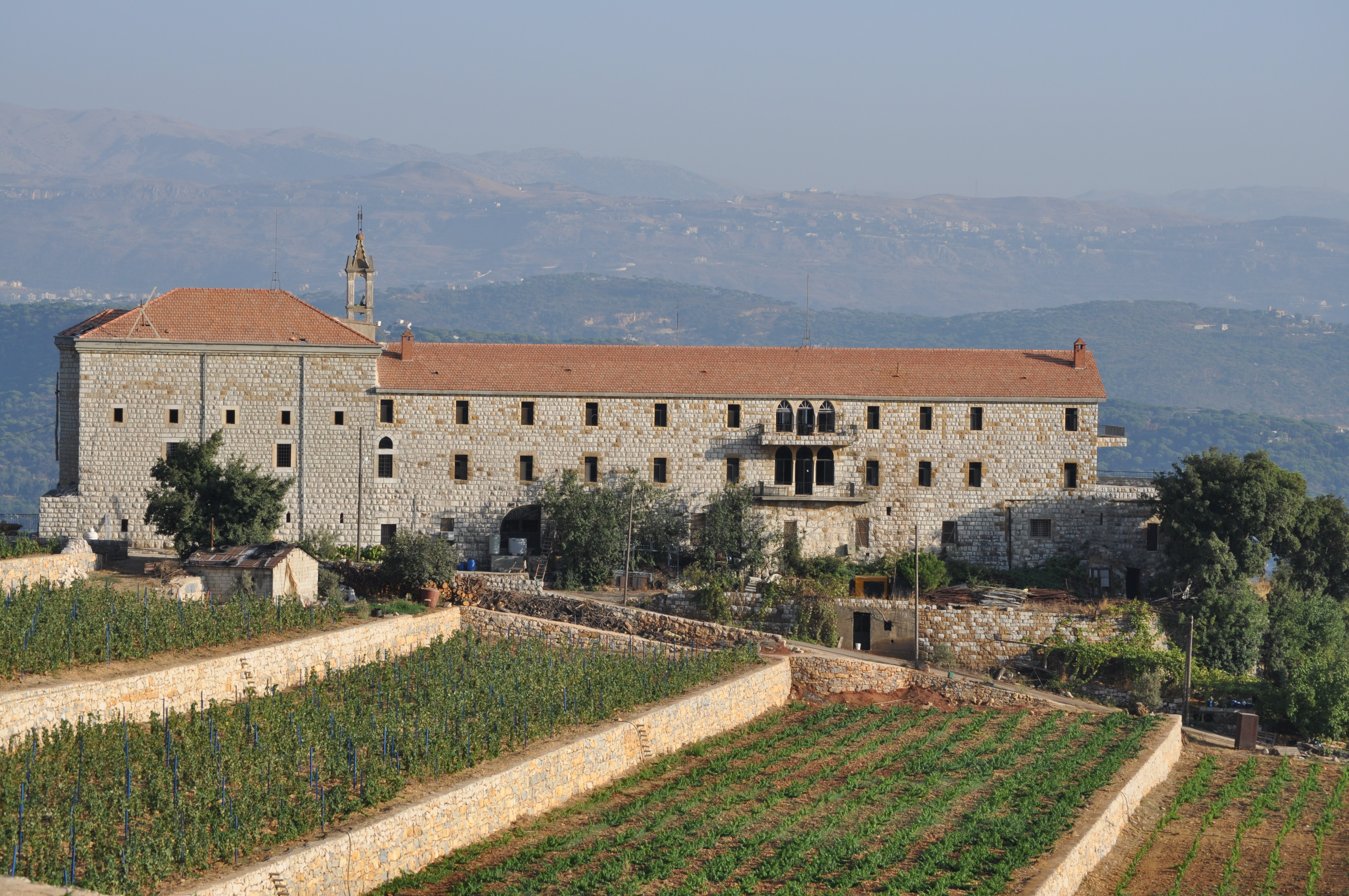
Monasterio de Mar Moussa en Jounieh, casa general de la orden.

La Orden Libanesa Maronita es un instituto religioso oriental de derecho pontificio centralizado, cuyo gobierno recae en el superior general, quien toma el título de padre o abad general. Si bien es cierto, que también es una orden religiosa clerical, gobierna no solo monasterios masculinos sino también los femeninos. Las monjas también son conocidas como antonianas libaneses maronitas. Los monasterios conservan la clausura aunque desde 1955 han dejado de ser una orden monacal. Cada monasterio es gobernado por una abad o por una abadesa. La curia general se encuentra en Jounieh (Líbano).
Los baladitas se dedican a la vida contemplativa desde sus diversas actividades pastorales, principalmente entre los inmigrantes libaneses maronitas, en el campo de la educación y la evangelización. Las monjas en cambio conservan la vida monástica, aunque si algunas de ellas salen de la clausura y prestan servicios en hospitales. En 2015, la orden tenía unos 408 religiosos (de los cuales 321 eran sacerdotes) y 63 monasterios (de los cuales 6 son de monjas). Está presente en Argentina, Australia, Bélgica, Brasil, Canadá, Chipre, Costa de Marfil, Francia, Israel, Líbano, Mali, México, Reino Unido, Senegal y Venezuela.